# Pianola

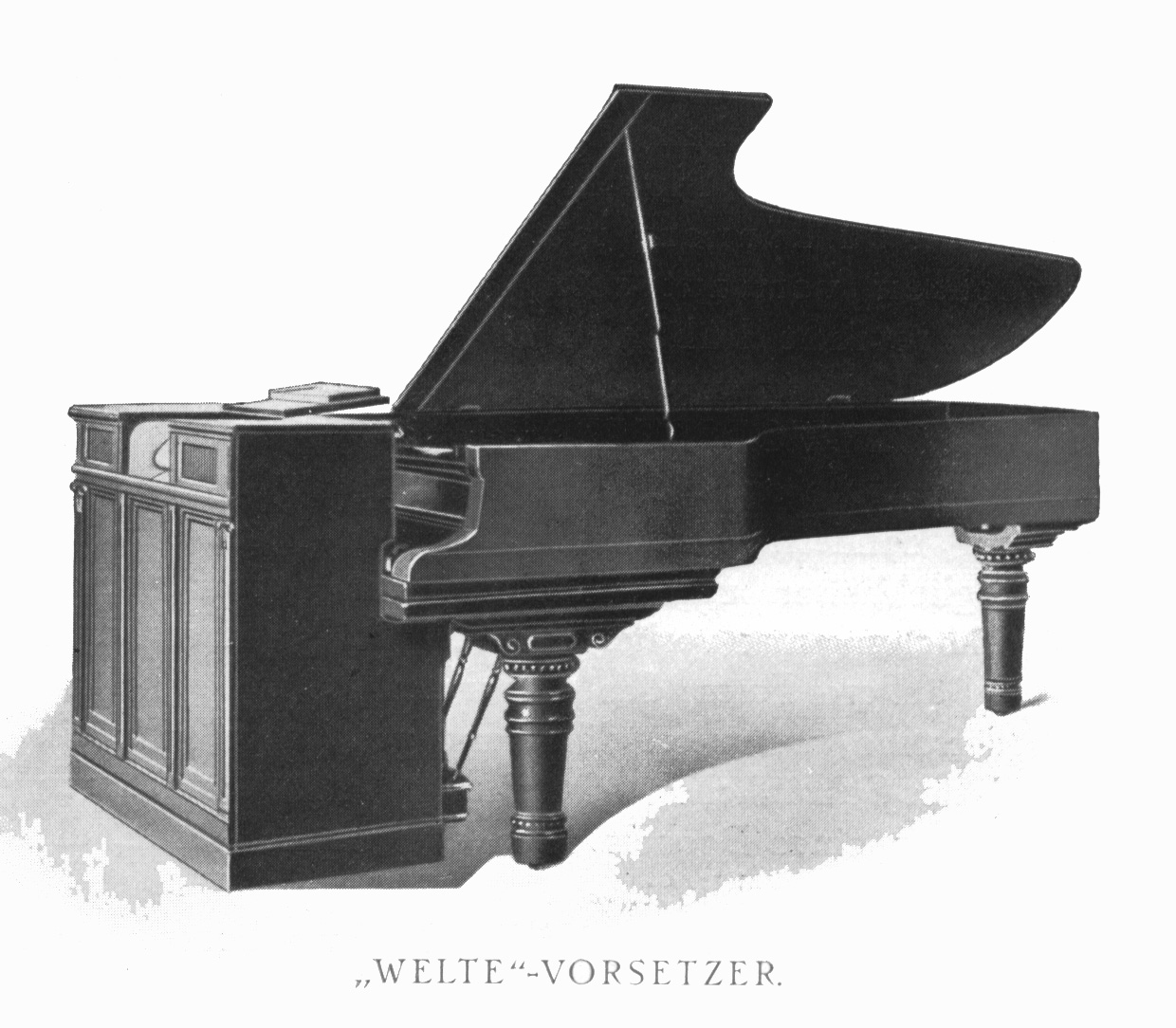
Ein Vorsetzer spielt einen Flügel

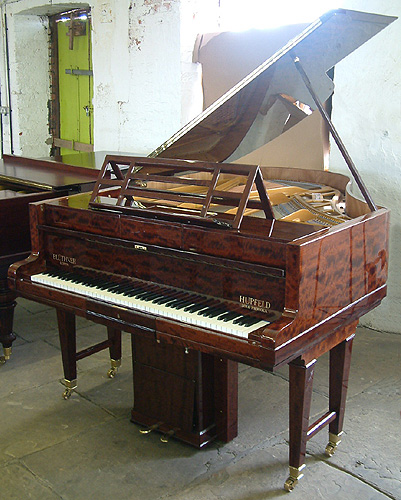
Phonola-Flügel von Blüthner, 1910

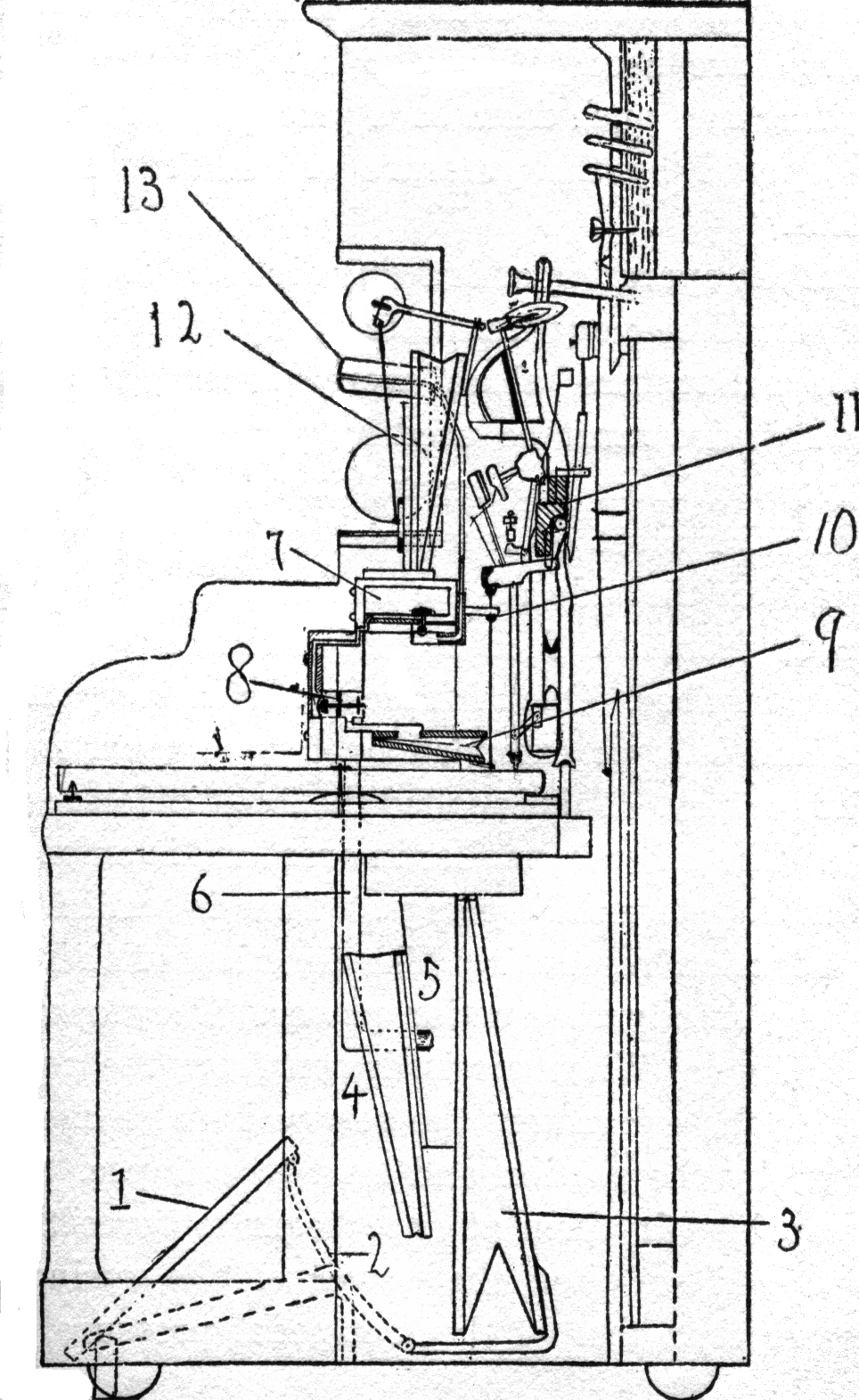
Technik eines Pianolas

Ein Pianola (auch Phonola oder Player Piano) ist eine Selbstspielapparatur für Klaviere. Der Name Pianola ist ursprünglich ein Markenname der Aeolian Company in New York. Der Markenname Pianola wurde so bekannt, dass dieser zur Bezeichnung für die gesamte Produktgattung wurde; in Europa galt dies zeitweilig auch für den Markennamen Phonola.

## Geschichte
Das erste Pianola wurde 1895 von Edwin Scott Votey in Detroit gebaut. Man kann das Pianola nicht als seine Erfindung betrachten, aber sein Verdienst ist es zweifellos, eine Vielzahl von vorhandenen Techniken sinnvoll zum Bau des ersten funktionierenden mechanischen Klaviers benutzt zu haben. Votey wurde daraufhin von der Aeolian Company engagiert, die das Instrument 1897 in den USA und 1899 in Europa auf den Markt brachte.
In Deutschland fertigte die Firma Hupfeld in Leipzig seit 1902 ein ähnliches, bereits weiter entwickeltes System, die Phonola, die in Deutschland und Europa marktführend verkauft wurde. Die Notenrollen, weltweit und über alle Hersteller einige Hunderttausend verschiedene Titel, stellen heute eines der wertvollsten Archive pianistischer Kunst dar. Vor allem die sogenannten Künstlerrollen, die von namhaften Komponisten und Pianisten, z. B. Edvard Grieg, Claude Debussy und Sergei Rachmaninow selbst handeingespielt wurden, haben eine große Bedeutung auch für die Interpretationsforschung.
Eine höher entwickelte Art des selbstspielenden Klaviers sind die Kunstspielklaviere, z. B. Animatic Phonola (Hupfeld), Ducanola (Philipps), und die Reproduktionsklaviere, z. B. das Welte-Mignon, DEA und Tri-Phonola von Hupfeld (Leipzig), DUCA von Philipps (Frankfurt), Duo-Art von Aeolian und Ampico. Weltweit wurden bis ca. 1930 über zwei Millionen selbstspielende Instrumente und Vorsetzer hergestellt. Phasenweise wurden mehr Pianola produziert als Pianos.
Seit ca. 1926 standen diese Instrumente in einem Verdrängungswettbewerb gegen elektrische Schallplattenspieler und das Radio, die in der Herstellung wesentlich billiger und dazu deutlich kleiner waren. Zudem veränderte sich das Freizeit- und Konsumverhalten der Menschen deutlich zugunsten von z. B. Sport und anderen Freizeit-Betätigungen, sodass der Zuspruch zum Musizieren am Piano, sei es als Handspielinstrument oder als Pianola, ganz deutlich zurückging. Durch die Weltwirtschaftskrise 1929 brach auch die Industrie der mechanischen Musikinstrumente zusammen, nur wenige Firmen der Branche überlebten.
Heute bieten Hersteller wie Steinway & Sons (Spirio-System) oder Yamaha mit Enspire digitale Pianola an.

## Technik
Bei Pianolas werden Musikstücke durch eine pneumatische Steuerung reproduziert. Dabei steuert ein Lochstreifen aus Papier, die Notenrolle, wann welcher Ton erklingen soll. Sie ist auswechselbar, so dass verschiedene Stücke auf einem Instrument wiedergegeben werden können. Auch wurden Instrumente entwickelt, bei denen der Pianolist manuell die Dynamik und das Tempo der Musik beim Abspielen gestaltend beeinflussen kann. Der zum Abspielen erforderliche Luftunterdruck (Saugwind) wird von einer Person mittels zweier fußbetriebener Blasebälge, ähnlich denen eines Harmoniums, erzeugt. Bei späteren Instrumenten wurde die fußbetriebene Winderzeugung durch eine elektrische ersetzt.
Die technische Entwicklung dieser Selbstspielapparate war vielfältig und durch die sukzessive Weiterentwicklung der technischen Möglichkeiten, die unterschiedlichen Ansprüche der Käufer und die unterschiedlichen Hersteller geprägt. Pianolas lassen nach folgenden Bauformen unterscheiden:
- Vorsetzer: Die Selbstspielmechanik ist in einem separaten Gehäuse untergebracht und spielt mit gepolsterten Holzfingern auf einem vorhandenen Klavier oder Flügel, vor das sie gestellt bzw. gesetzt wird.
- Kabinett: Selbstspielmechanik und Klaviermechanik sind in einem Gehäuse untergebracht, die Impulsübertragung auf die Mechanik des Klavierhammers erfolgte direkt pneumatisch. Eine Klaviatur ist nicht vorhanden, die Instrumente dienen ausschließlich der Reproduktion von Musik.
- Pianola-Einbauinstrument: Die Selbstspielmechanik ist in ein Klavier oder einen Flügel integriert. Das Instrument kann zur manuellen Wiedergabe oder zur Reproduktion genutzt werden.

## Kompositionen für Pianola
Etliche Komponisten haben Stücke für selbstspielende Klaviere geschrieben, zum Beispiel Igor Strawinsky und Alfredo Casella für Pianola, Paul Hindemith und Ernst Toch für das Reproduktionsklavier Welte-Mignon. Von Percy Grainger gibt es ein von ihm für Pianola arrangierte Version von Shepherd’s Hey. George Antheil arrangierte im Juli 1927 den ersten Teil seines Ballet mécanique für Welte-Mignon. Ein Komponist, der sich beinahe ausschließlich mit Kompositionen für Player-Piano befasste, war Conlon Nancarrow.

## Museen
In vielen Ländern gibt es öffentliche und private Museen, die Pianola-Exponate zeigen. Dazu gehören in Deutschland z. B. das Deutsche Museum in München, das Augustinermuseum in Freiburg im Breisgau, das Grassimuseum in Leipzig (darin ist das Musikinstrumentenmuseum der Universität Leipzig), das Musikinstrumenten-Museum Markneukirchen und das Technik-Museum Sinsheim.
Weitere herausragende Sammlungen finden sich in der Nethercutt Collection bei Los Angeles (USA), im Museum für Musikautomaten in Seewen (Schweiz), sowie in der Moskauer Museum-Collection (Russland). In Amsterdam gibt es das Pianola Museum mit mehr als 20.000 Notenrollen und rund 50 Musikinstrumenten. Auch im Klangmaschinenmuseum in Dürnten (Schweiz) sind viele solcher Instrumente zu sehen und zu hören. Im Deutschen Musikautomaten-Museum in Bruchsal sind selbstspielende Klaviere ausgestellt. Eine kleine Sammlung von Musikautomaten und selbstspielenden Klavieren hat das Musik-Museum Beeskow auf der Burg Beeskow in Brandenburg.

## Vereine
In vielen Staaten gibt es landesweite Vereine, die die Errungenschaften der Pianola-Ära weiter pflegen und erhalten, zum Beispiel die Gesellschaft für Selbstspielende Musikinstrumente e. V. (GSM) in Deutschland,
die Automatic Musical Instruments Collector’s Association (AMICA) in den USA,
die Player Piano Group (PPG) in Großbritannien,
die Nederlandse Pianola Vereniging (NPV) in den Niederlanden,
die Association des Amis des Instruments et de la Musique Mécanique (AAIMM) in Frankreich
und die Associazione Musica Meccanica Italiana (AMMI) in Italien.

## Forschung
In den letzten Jahren hat die weltweite Forschung das Thema Pianola und Notenrollen aufgegriffen. Führende Universitäten, wie z. B. die Stanford University (USA) und die Hochschule der Künste Bern (Schweiz) beschäftigen sich umfassend mit diesen Themen. Seit 2018 gibt es regelmäßig Global Piano Roll Meetings, wo führende Experten aus aller Welt die durch das Pianola auf den Weg gebrachten Innovationen in Technik und Piano-Musik diskutieren und weiter erforschen.

## Trivia
In dem Lied Ich bin die fesche Lola von Marlene Dietrich fand das Pianola Eingang in den Text.
Im Lied Joe’s Pianola auf dem 1977 erschienenen Album Checkpoint der britischen Band Sailor fand das Pianola Erwähnung.

## Verwandte Instrumente

### Organola
1904 brachte die Ludwigsburger Orgelbaufirma E. F. Walcker & Cie. einen Selbstspielapparat für Orgeln heraus (DRP 154377, DRGM 672447). Dieser wurde analog zum Pianola Organola genannt.

### Autoharmonium
Das Autoharmonium, ein selbstspielendes Harmonium, wurde von Magnus Hofberg in Leipzig auf den Markt gebracht.